# Waiting to Continue
Waiting to Continue ist ein Jazzalbum des Posaunisten Marshall Gilkes und seines Trios. Die im Juli 2020 im The Bunker Studio in Brooklyn entstandenen Aufnahmen erschienen am 23. Oktober 2020 auf dem Label Alternate Side.

## Hintergrund
Marshall Gilkes wollte dieses Trioalbum ursprünglich im April 2020 aufnahmen, doch die COVID-19-Pandemie in den Vereinigten Staaten durchkreuzte diese Pläne ebenso wie die geplanten Tourneen mit verschiedenen Ensembles. Stattdessen nutzte Gilkes die Lockdown-Situation und verbrachte Zeit damit, in seinem Haus in Beacon, New York, zu üben und zu schreiben, um sicherzustellen, dass er jederzeit für Aufnahmen bereit war. Anfang Juli erhielt er schließlich die Gelegenheit für Studioaufnahmen.
Gilkes nahm das Album mit dem Bassisten Yasushi Nakamura und dem Schlagzeuger Clarence Penn auf. Der größte Teil der Musik auf diesem Album wurde vor der COVID-19-Pandemie geschrieben, zwei Stücke – „Waiting to Continue“ und „New Normal“ – wurden während der Massenquarantäne geschrieben. Für „Waiting to Continue“ hatte der Posaunist im Mehrspurverfahren ein paar Posaunenchöre zu Hause aufgenommen und dann ins Studio gebracht. Dieses Stück sollte die Situation thematisieren, in der das Land 2020 war. „Anya’s Tune“ hat Gilkes seiner ungarischen Frau gewidmet; Anya bedeutet auf Ungarisch „Mutter“. Auch hier hat Gilkes einige zusätzliche Posaunenstimmen hinzugefügt, um die Harmonie und die allgemeine Absicht des Stücks hervorzuheben. „Play Date“ basiert auf dem Jazzstandard „Cherokee“, gespielt in B-Dur.

## Titelliste

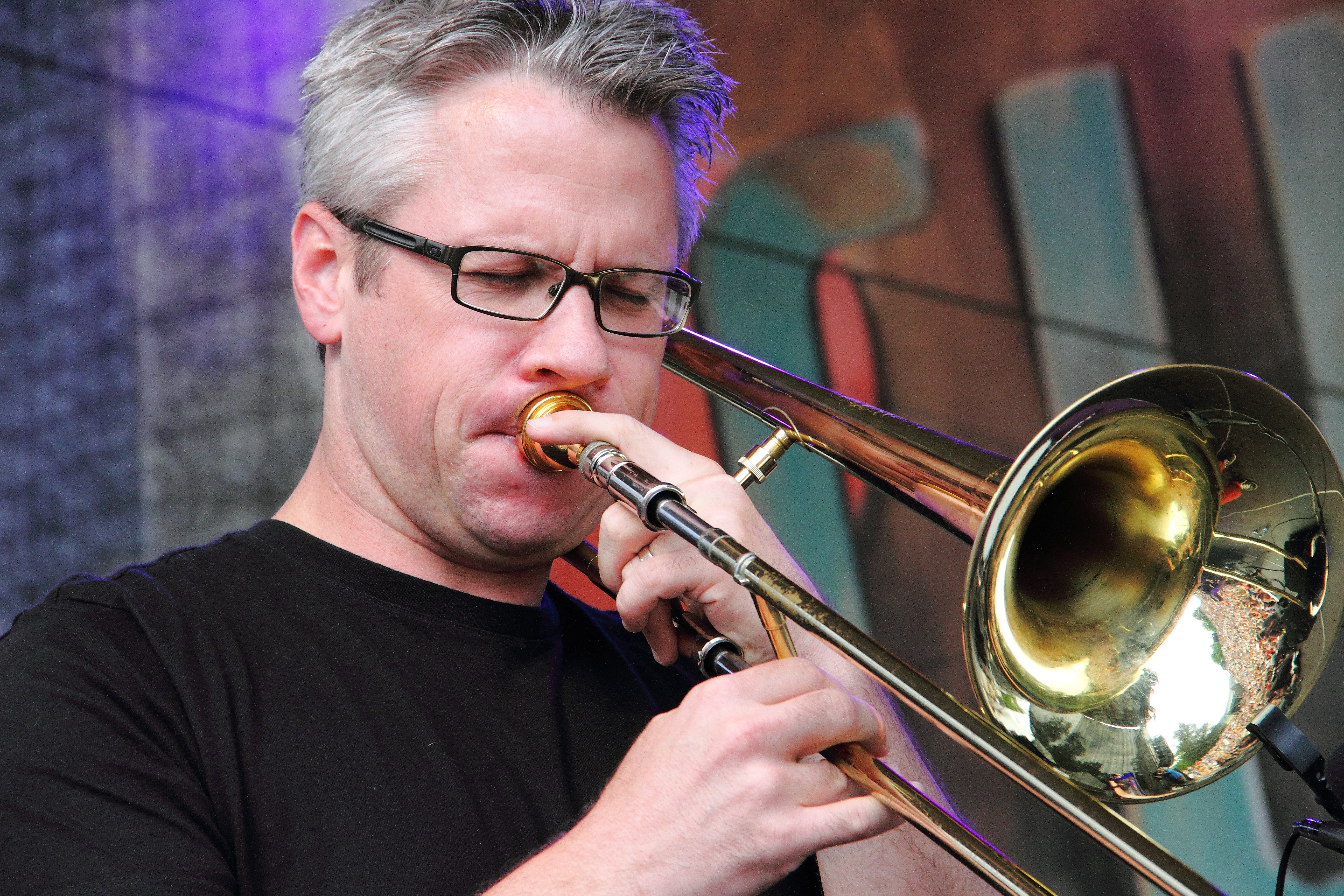
Marshall Gilkes mit Edmar Castañeda auf dem Rudolstadt-Festival 2016.

- Marshall Gilkes Trio: Waiting to Continue

1. Waiting to Continue 6:33
2. Archie’s Theme 4:24
3. Longing for Home 6:29
4. Taconic Turns 4:11
5. Ha Mam 6:28
6. The Nod 6:48
7. Anya’s Tune 4:42
8. Play Date 5:48
9. Cora’s Tune 6:15
10. The Usual 6:41
11. New Normal 5:17

Alle Kompositionen stammen von Marshall Gilkes.

## Rezeption
Dan Bilawsky schrieb in JazzTimes, der Posaunist, der aufgrund von COVID-19 zu Hause feststeckte, habe sich in dieser Situation einen langjährigen Traum erfüllt. Das Album mit dem Namen „Waiting to Continue“ spiegele sowohl die Zeit als auch die lang gehegten Ambitionen wider.
Alexa Peters verlieh dem Album im Down Beat vier (von fünf) Sterne und schrieb, Gilkes’ Album strahle Freude und Entschlossenheit aus. Am Ende drücke der Titel „Waiting to Continue“ die hartnäckige Widerstandsfähigkeit dieses Trios, und Gilkes Spiel sei – trotz unsicherer Zeiten – überschwänglich.
Ebenfalls im Down Beat schrieb Frank Alkyer, dies sei eine wirklich schöne Trio-Aufnahme, die einen Triumph über die Pandemie darstelle. Dies sei ehrliche, hoffnungsvolle, erhebende Musik, „um sich über die Herausforderungen des vergangenen Jahres hinaus zu erheben, da wir alle auf grünes Licht warten, um unser Leben und unsere Karriere wieder fortzusetzen.“